# Championnats d'Europe de natation en petit bassin 2009
Navigation
Édition 2008 Édition 2010
La 17e édition des Championnats d'Europe de natation en petit bassin, organisés par la Ligue européenne de natation, s'est déroulée à Istanbul en Turquie, du 10 au 13 décembre 2009.

## Lieu de compétition
Les épreuves de ces championnats se déroulent à l'Abdi İpekçi Arena, une salle polyvalente située dans le district de Zeytinburnu. 
Inaugurée en 1986, elle permet d'accueillir 12 500 personnes.

## Tableau des médailles
| Rang  | Nation      | Or | Argent | Bronze | Total |
| ----- | ----------- | -- | ------ | ------ | ----- |
| 1     | Pays-Bas    | 10 | 3      | 1      | 14    |
| 2     | Russie      | 8  | 5      | 8      | 21    |
| 3     | France      | 6  | 2      | 3      | 11    |
| 4     | Allemagne   | 5  | 3      | 4      | 12    |
| 5     | Hongrie     | 3  | 4      | 1      | 8     |
| 6     | Croatie     | 2  | 3      | –      | 5     |
| 7     | Danemark    | 2  | 1      | 5      | 8     |
| 8     | Italie      | 1  | 3      | 1      | 5     |
| =9    | Autriche    | 1  | –      | 1      | 2     |
| =9    | Royaume-Uni | 1  | –      | 1      | 2     |
| =9    | Norvège     | 1  | –      | 1      | 2     |
| 12    | Suède       | –  | 3      | 2      | 5     |
| 13    | Espagne     | –  | 2      | 3      | 5     |
| 14    | Pologne     | –  | 2      | –      | 2     |
| 15    | Serbie      | –  | 1      | 2      | 3     |
| =16   | Biélorussie | –  | 1      | 1      | 2     |
| =16   | Slovénie    | –  | 1      | 1      | 2     |
| =18   | Estonie     | –  | 1      | –      | 1     |
| =18   | Lituanie    | –  | 1      | –      | 1     |
| =20   | Finlande    | –  | –      | 1      | 1     |
| =20   | Israël      | –  | –      | 1      | 1     |
| =20   | Ukraine     | –  | –      | 1      | 1     |
| Total | Total       | 40 | 36     | 38     | 114   |

## Records battus ou égalés

### Records du monde
| Date             | Épreuve                 | Nouveau détenteur                                                               | Nouveau temps            | Ancien détenteur                                                                 | Ancien temps  | Date             |
| 10 décembre 2009 | 4 × 50 m 4 nages H      | Russie Stanislav Donets Stanislav Lakhtyukhov Evgeny Korotyshkin Evgeny Lagunov | 1 min 32 s 08 (en série) | Italie Mirco Di Tora Alessandro Terrin Marco Belotti Filippo Magnini             | 1 min 32 s 91 | 11 décembre 2008 |
| 10 décembre 2009 | 200 mètres 4 nages D    | Evelyn Verrasztó                                                                | 2 min 4 s 64 (en série)  | Evelyn Verrasztó                                                                 | 2 min 6 s 01  | 6 novembre 2009  |
| 10 décembre 2009 | 4 × 50 m 4 nages H      | Russie Stanislav Donets Sergey Geybel Evgeny Korotyshkin Serguey Fesikov        | 1 min 31 s 80            | Russie Stanislav Donets Stanislav Lakhtyukhov Evgeny Korotyshkin Evgeny Lagunov  | 1 min 32 s 08 | 10 décembre 2009 |
| 11 décembre 2009 | 400 mètres 4 nages H    | Laszlo Cseh                                                                     | 3 min 57 s 27            | Laszlo Cseh                                                                      | 3 min 59 s 33 | 14 décembre 2007 |
| 11 décembre 2009 | 4 × 50 m nage libre D   | Pays-Bas Inge Dekker Hinkelien Schreuder Saskia de Jonge Ranomi Kromowidjojo    | 1 min 33 s 25            | Pays-Bas Hinkelien Schreuder Inge Dekker Ranomi Kromowidjojo Marleen Veldhuis    | 1 min 33 s 80 | 12 décembre 2008 |
| 12 décembre 2009 | 100 mètres 4 nages H    | Peter Mankoc                                                                    | 50 s 76 (en demi-finale) | Serguey Fesikov                                                                  | 50 s 95       | 14 novembre 2009 |
| 12 décembre 2009 | 100 mètres dos H        | Arkady Vyatchanin                                                               | 49 s 17 (en demi-finale) | Aschwin Wildeboer Faber                                                          | 49 s 20       | 21 décembre 2008 |
| 12 décembre 2009 | 100 mètres papillon D   | Diane Bui Duyet                                                                 | 55 s 05 (en demi-finale) | Felicity Galvez                                                                  | 55 s 46       | 10 novembre 2009 |
| 12 décembre 2009 | 50 mètres dos D         | Sanja Jovanovic                                                                 | 25 s 70                  | Jing Zhao                                                                        | 55 s 46       | 10 novembre 2009 |
| 12 décembre 2009 | 4 × 50 m 4 nages D      | Pays-Bas Hinkelien Schreuder Moniek Nijhuis Inge Dekker Ranomi Kromowidjojo     | 1 min 42 s 69            | Australie Emily Seebohm Leisel Jones Felicity Galvez Lisbeth Lenton              | 1 min 45 s 73 | 2 avril 2008     |
| 12 décembre 2009 | 4 × 50 m 4 nages D      | Pays-Bas Hinkelien Schreuder Moniek Nijhuis Inge Dekker Ranomi Kromowidjojo     | 1 min 42 s 69            | Pays-Bas Ranomi Kromowidjojo Moniek Nijhuis Hinkelien Schreuder Marleen Veldhuis | 1 min 45 s 73 | 13 décembre 2008 |
| 13 décembre 2009 | 200 mètres brasse H     | Daniel Gyurta                                                                   | 2 min 0 s 67             | Christian Sprenger                                                               | 2 min 1 s 98  | 10 août 2009     |
| 13 décembre 2009 | 200 mètres nage libre D | Federica Pellegrini                                                             | 1 min 51 s 17            | Federica Pellegrini                                                              | 1 min 51 s 85 | 14 décembre 2008 |
| 13 décembre 2009 | 100 mètres dos H        | Arkady Vyatchanin Stanislav Donets                                              | 48 s 97                  | Arkady Vyatchanin                                                                | 49 s 17       | 12 décembre 2009 |

### Records d'Europe
| Date             | Épreuve               | Nouveau détenteur     | Nouveau temps                 | Ancien détenteur             | Ancien temps  | Date             |
| 10 décembre 2009 | 100 m brasse H        | Daniel Gyurta         | 56 s 89 (en série)            | Stanislav Lakhtyukhov        | 57 s 11       | 15 novembre 2009 |
| 10 décembre 2009 | 100 m brasse H        | Daniel Gyurta         | 56 s 79 (en demi-finale)      | Daniel Gyurta                | 56 s 89       | 10 décembre 2009 |
| 10 décembre 2009 | 200 mètres 4 nages H  | Markus Rogan          | 1 min 51 s 72                 | Laszlo Cseh                  | 1 min 52 s 85 | 13 novembre 2009 |
| 10 décembre 2009 | 50 mètres dos H       | Stanislav Donets      | 22 s 86 (en relais en séries) | Thomas Rupprath              | 22 s 91       | 27 novembre 2009 |
| 11 décembre 2009 | 50 mètres dos H       | Stanislav Donets      | 22 s 80 (en série)            | Stanislav Donets             | 22 s 86       | 10 décembre 2009 |
| 11 décembre 2009 | 50 mètres dos H       | Stanislav Donets      | 22 s 79 (en demi-finale)      | Stanislav Donets             | 22 s 80       | 10 décembre 2009 |
| 11 décembre 2009 | 200 mètres brasse D   | Rikke Møller Pedersen | 2 min 16 s 66                 | Rikke Møller Pedersen        | 2 min 18 s 30 | 15 novembre 2009 |
| 11 décembre 2009 | 100 m brasse H        | Robin van Aggele      | 56 s 29                       | Daniel Gyurta                | 56 s 79       | 10 décembre 2009 |
| 11 décembre 2009 | 100 m dos D           | Ksenia Moskvina       | 56 s 36                       | Ksenia Moskvina              | 56 s 66       | 7 novembre 2009  |
| 11 décembre 2009 | 50 mètres dos H       | Stanislav Donets      | 22 s 76                       | Stanislav Donets             | 22 s 79       | 11 décembre 2009 |
| 12 décembre 2009 | 50 mètres brasse H    | Alessandro Terrin     | 26 s 14 (en demi-finale)      | Oleg Lisogor                 | 26 s 17       | 21 janvier 2006  |
| 12 décembre 2009 | 200 mètres papillon H | Nikolay Skvortsov     | 1 min 49 s 46                 | Nikolay Skvortsov            | 1 min 50 s 53 | 11 février 2009  |
| 12 décembre 2009 | 100 mètres papillon D | Diane Bui Duyet       | 55 s 05 (en demi-finale)      | Diane Bui Duyet              | 55 s 83       | 10 novembre 2009 |
| 12 décembre 2009 | 50 mètres dos D       | Sanja Jovanovic       | 25 s 70                       | Daniela Samulski             | 26 s 21       | 14 novembre 2009 |
| 13 décembre 2009 | 200 mètres brasse H   | Daniel Gyurta         | 2 min 0 s 67                  | Melquíades Álvarez Caraballo | 2 min 2 s 67  | 14 novembre 2009 |

## Podiums

### Hommes
| Nage libre          |                                                                                          |                                                                                          |                                                                                          |
| 50 m                | Frédérick Bousquet France 20 s 53                                                        | Duje Draganja Croatie 20 s 70                                                            | Sergey Fesikov Russie 20 s 84                                                            |
| 100 m               | Amaury Leveaux France 45 s 56                                                            | Danila Izotov Russie 45 s 70                                                             | Evgeny Lagunov Russie 46 s 06                                                            |
| 200 m               | Paul Biedermann Allemagne 1 min 39 s 81 (RC)                                             | Danila Izotov Russie 1 min 40 s 08                                                       | Nikita Lobintsev Russie 1 min 41 s 52                                                    |
| 400 m               | Paul Biedermann Allemagne 3 min 34 s 55 (RC)                                             | Nikita Lobintsev Russie 3 min 35 s 75                                                    | Mads Glæsner Danemark 3 min 36 s 82                                                      |
| 1 500 m             | Jan Wolfgarten Allemagne 14 min 20 s 44                                                  | Federico Colbertaldo Italie 14 min 25 s 68                                               | Mads Glæsner Danemark 14 min 26 s 74                                                     |
| Papillon            |                                                                                          |                                                                                          |                                                                                          |
| 50 m                | Johannes Dietrich Allemagne 22 s 07 (RC)                                                 | Frédérick Bousquet France 22 s 17                                                        | Ievgueni Korotychkine Russie 22 s 34                                                     |
| 100 m               | Ievgueni Korotychkine Russie 48 s 93 (RC)                                                | Peter Mankoč Slovénie 49 s 65                                                            | Ivan Lenđer Serbie 49 s 79                                                               |
| 200 m               | Nikolay Skvortsov Russie 1 min 49 s 46 (RE)                                              | Paweł Korzeniowski Pologne 1 min 50 s 13                                                 | Dinko Jukić Autriche 1 min 50 s 32                                                       |
| Dos                 |                                                                                          |                                                                                          |                                                                                          |
| 50 m                | Stanislav Donets Russie 22 s 76 (RE)                                                     | Thomas Rupprath Allemagne 22 s 85                                                        | Aschwin Wildeboer Espagne 23 s 07                                                        |
| 100 m               | Arkady Vyatchanin Russie Stanislav Donets Russie 48 s 97 (RM)                            | Non décernée                                                                             | Aschwin Wildeboer Faber Espagne 49 s 05                                                  |
| 200 m               | Stanislav Donets Russie 1 min 48 s 62 (RC)                                               | Radoslaw Kawecki Pologne 1 min 49 s 13                                                   | Evgeny Aleshin Russie 1 min 49 s 31                                                      |
| Brasse              |                                                                                          |                                                                                          |                                                                                          |
| 50 m                | Aleksander Hetland Norvège 26 s 19                                                       | Alessandro Terrin Italie 26 s 04                                                         | Caba Siladji Serbie 26 s 31                                                              |
| 100 m               | Robin van Aggele Pays-Bas 56 s 29 (RE)                                                   | Dániel Gyurta Hongrie 56 s 72                                                            | Igor Borysik Ukraine 56 s 97                                                             |
| 200 m               | Dániel Gyurta Hongrie 2 min 00 s 67 (RM)                                                 | Grigory Falko Russie 2 min 02 s 50                                                       | Maxim Shcherbakov Russie 2 min 03 s 76                                                   |
| 4 nages             |                                                                                          |                                                                                          |                                                                                          |
| 100 m               | Duje Draganja Croatie 51 s 20                                                            | Sergey Fesikov Russie 51 s 29                                                            | Peter Mankoč Slovénie 51 s 52                                                            |
| 200 m               | Markus Rogan Autriche 1 min 51 s 72 (RE)                                                 | Vytautas Janušaitis Lituanie 1 min 52 s 22                                               | Alan Cabello Forns Espagne 1 min 53 s 04                                                 |
| 400 m               | László Cseh Hongrie 3 min 57 s 27 (RM)                                                   | David Verraszto Hongrie 4 min 00 s 10                                                    | Gal Nevo Israël 4 min 00 s 55                                                            |
| Relais              |                                                                                          |                                                                                          |                                                                                          |
| 4 × 50 m nage libre | France Amaury Leveaux Jérémy Stravius David Maitre Frédérick Bousquet 1 min 22 s 96      | Croatie Duje Draganja Alexei Puninski Mario Todorovic Mario Delač 1 min 23 s 18          | Italie Marco Orsi Federico Bocchia Filippo Magnini Luca Dotto 1 min 23 s 64              |
| 4 × 50 m 4 nages    | Russie Stanislav Donets Sergey Geybel Ievgueni Korotychkine Sergey Fesikov 1 min 31 s 80 | Allemagne Thomas Rupprath Hendrik Feldwehr Johannes Dietrich Stefan Herbst 1 min 32 s 02 | France Benjamin Stasiulis Hugues Duboscq Frédérick Bousquet Amaury Leveaux 1 min 32 s 13 |

### Femmes
| Nage libre          |                                                                                            |                                                                                    |                                                                                         |
| 50 m                | Hinkelien Schreuder Pays-Bas 23 s 32 (RC)                                                  | Ranomi Kromowidjojo Pays-Bas 23 s 58                                               | Dorothea Brandt Allemagne 23 s 74                                                       |
| 100 m               | Inge Dekker Pays-Bas 51 s 35 (RC)                                                          | Ranomi Kromowidjojo Pays-Bas 51 s 44                                               | Jeanette Ottesen Danemark 52 s 18                                                       |
| 200 m               | Federica Pellegrini Italie 1 min 51 s 17 (RM)                                              | Evelyn Verrasztó Hongrie 1 min 52 s 61                                             | Femke Heemskerk Pays-Bas 1 min 54 s 20                                                  |
| 400 m               | Coralie Balmy France 3 min 56 s 55                                                         | Lotte Friis Danemark 3 min 59 s 06                                                 | Ophélie-Cyrielle Étienne France 3 min 59 s 94                                           |
| 800 m               | Lotte Friis Danemark 8 min 08 s 02                                                         | Erika Villaécija García Espagne 8 min 13 s 93                                      | Ophélie-Cyrielle Étienne France 8 min 16 s 20                                           |
| Papillon            |                                                                                            |                                                                                    |                                                                                         |
| 50 m                | Inge Dekker Pays-Bas Hinkelien Schreuder Pays-Bas 25 s 00 (RC)                             | non décernée                                                                       | Ingvild Snildal Norvège 25 s 10                                                         |
| 100 m               | Inge Dekker Pays-Bas 55 s 74                                                               | Diane Bui Duyet France 55 s 93                                                     | Jeanette Ottesen Danemark 56 s 02                                                       |
| 200 m               | Aurore Mongel France 2 min 03 s 22 (RC)                                                    | Petra Granlund Suède 2 min 03 s 82                                                 | Franziska Hentke Allemagne 2 min 04 s 68                                                |
| Dos                 |                                                                                            |                                                                                    |                                                                                         |
| 50 m                | Sanja Jovanović Croatie 25 s 70 (RM)                                                       | Aleksandra Herasimenya Biélorussie 26 s 12                                         | Ksenia Moskvina Russie 26 s 38                                                          |
| 100 m               | Ksenia Moskvina Russie 56 s 36 (RE)                                                        | Sanja Jovanović Croatie 56 s 93                                                    | Aleksandra Herasimenya Biélorussie 57 s 23                                              |
| 200 m               | Alexianne Castel France 2 min 02 s 67                                                      | Jenny Mensing Allemagne 2 min 03 s 31                                              | Pernille Larsen Danemark 2 min 03 s 50                                                  |
| Brasse              |                                                                                            |                                                                                    |                                                                                         |
| 50 m                | Moniek Nijhuis Pays-Bas 29 s 68 (RC)                                                       | Jane Trepp Estonie 29 s 82                                                         | Janne Schaefer Allemagne 29 s 92                                                        |
| 100 m               | Caroline Ruhnau Allemagne 1 min 04 s 84 (RC)                                               | Moniek Nijhuis Pays-Bas 1 min 04 s 96                                              | Jennie Johansson Suède 1 min 05 s 19                                                    |
| 200 m               | Rikke Møller Pedersen Danemark 2 min 16 s 66 (RE)                                          | Nađa Higl Serbie 2 min 17 s 52                                                     | Joline Hoestman Suède 2 min 19 s 28                                                     |
| 4 nages             |                                                                                            |                                                                                    |                                                                                         |
| 100 m               | Hinkelien Schreuder Pays-Bas 57 s 85 (RC)                                                  | Evelyn Verrasztó Hongrie 58 s 21                                                   | Hanna-Maria Seppälä Finlande 58 s 86                                                    |
| 200 m               | Evelyn Verrasztó Hongrie 2 min 04 s 64 (RM)                                                | Francesca Segat Italie 2 min 06 s 21                                               | Hannah Miley Royaume-Uni 2 min 06 s 96                                                  |
| 400 m               | Hannah Miley Royaume-Uni 4 min 25 s 66                                                     | Mireia Belmonte García Espagne 4 min 27 s 60                                       | Zsuzsanna Jakabos Hongrie 4 min 28 s 46                                                 |
| Relais              |                                                                                            |                                                                                    |                                                                                         |
| 4 × 50 m nage libre | Pays-Bas Inge Dekker Hinkelien Schreuder Saskia de Jonge Ranomi Kromowidjojo 1 min 33 s 25 | Suède Emma Svensson Josefin Lillhage Claire Hedenskog Sarah Sjöström 1 min 35 s 46 | Allemagne Dorothea Brandt Daniela Samulski Lisa Vitting Daniela Schreiber 1 min 36 s 73 |
| 4 × 50 m 4 nages    | Pays-Bas Hinkelien Schreuder Moniek Nijhuis Inge Dekker Ranomi Kromowidjojo 1 min 42 s 69  | Suède Emma Svensson Josefin Lillhage Sarah Sjöström Claire Hedenskog 1 min 45 s 13 | Russie Ksenia Moskvina Daria Deeva Olga Klyuchnikova Svetlana Fedulova 1 min 46 s 10    |

RC : record des championnats, RE : record d'Europe, RM : record du monde